# Famille Rockefeller
Cette page explique l’histoire ou répertorie les différents membres de la famille Rockefeller.

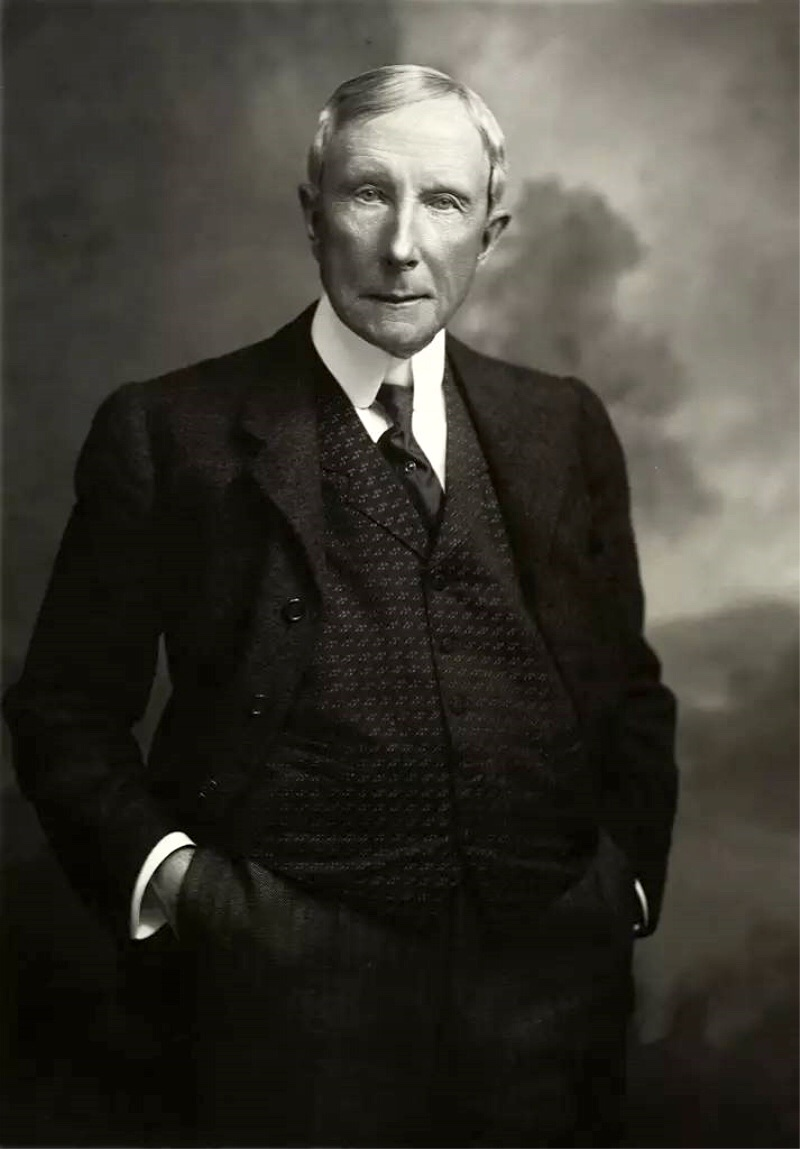
Portrait photographique de John Davidson Rockefeller. Oscar White, 1914.

La famille Rockefeller est une famille d'industriels, de banquiers et d'hommes politiques américains qui constitue une des plus grandes fortunes du monde dans le secteur de l'industrie pétrolière à la fin du XIXe siècle et au début du XXe siècle, notamment avec John Davison Rockefeller, dont la fortune s'élevait à sa mort en 1937, à 340 milliards de dollars (ajusté à l'inflation), soit plus de 1,5 % de l'économie nationale, faisant de lui l'une des personnes les plus riches de l'Histoire. De nos jours, la fortune des Rockefeller est éparpillée entre plus de 200 héritiers et aurait une valeur nette d'environ 10 milliards de dollars, les reléguant à la 24e place des familles les plus riches des États-Unis.

## Ancêtres
- Goddard (Gotthard) Rockenfeller (1590, Neuwied-1684) (m. 1622) Magdalena (1592, Neuwied-1656)
  - Johannes Rockefeller (1634-1684) (m.1678) Elizabeth Margaretha Remagen (1634)
    - Johann Peter Rockefeller (1681 Prusse-1763, Rocktown, NJ) (arrivé aux États-Unis en 1723[3])
      - Peter Rockefeller (1711-1787) (m. 1740) Mary Bellis (1723-1772)
        - Godfrey Rockefeller (1745-1818)
        - Margaret Rockefeller (1750-1797) (m. fin XVIIIe siècle) George Trumbo (1750-1830)
        - William Rockefeller (1750-1793) (m. au XVIIIe siècle) Christina Rockefeller (1754-1800)
          - Simon William Rockefeller (1775-1839)
          - Godfrey Lewis Rockefeller (1783/1784-1857) (m. 1806) Lucy Avery (1786-1867)
            - William Avery « Bill » Rockefeller, Sr. (en) (1810-1906) (m.1837) Eliza Davison (1813-1889)
              - Lucy Rockefeller (1838-1878) (m. 1856) Pierson D. Briggs
              - Clorinda Rockefeller (c. 1838-?, mort jeune) (fille de Nancy Brown)
              - John Davison Rockefeller, Sr. (1839-1937) (m. 1864) Laura Celestia « Cettie » Spelman (1839-1915)
              - Cornelia Rockefeller (c. 1839-?) (fille de Nancy Brown)
              - William Avery Rockefeller, Jr. (1841-1922) (m. 1864) Almira Geraldine Goodsell
              - Mary Ann Rockefeller (1843-1925) (m.1872) William Cullen Rudd
              - Franklin « Frank » Rockefeller (en) (1845-1917) (m.1870) Helen Elizabeth Scofield
              - Frances Rockefeller (1845-1847)

          - William W. Rockefeller (1788-1851) (m. début XIXe siècle) Eleanor Kisselbrack (1784-1859)

### Descendants de John Davison Rockefeller, Sr.
- Elizabeth « Bessie » Rockefeller (1866-1906) (m.1889) Charles Augustus Strong (1862-1940)
  - Margaret Rockefeller Strong (1897-1985) (m.1927) Jorge Cuevas Bartholin (1885-1961), (m. 1977) Raimundo de Larrain
    - Elizabeth Strong-Cuevas (1929-2023) (m. 1960) Joel Carmichael
- Alice Rockefeller (1869-1870)
- Alta Rockefeller (1871-1962) (m.1901) Ezra Parmelee Prentice (1863-1955)
  - John Rockefeller Prentice (1902-1972) (m.1941) Abra Cantrill (1912-1972)
    - Abra Prentice Wilkin (1942)

  - Mary Adeline Prentice Gilbert (1907-1981) (m.1937) Benjamin Davis Gilbert (1907-1992)
  - Spelman Prentice (1911-2000) (m.3rd.1972) Mimi Walters
    - Pamela Prentice (1938)(m.1st. 1960) Frans H. ten Bos
      - Helena ten Bos (1962) (m. 1987) comte Frédéric de Belloy de Saint-Lienard
      - Joanna ten Bos (1964) (m. 1989) Christopher Booth
      - Katrina ten Bos (1967) (m. 1994) Christian Guittat

    - Peter Spelman Prentice (1940)
      - Alexandra Sartell Prentice (1962)
        - Peter Parmalee Bens (1987)
        - Erik Carl Bens (1996)
        - Sarah Prentice Bens (1997)

      - Michael Andrew Prentice (1964)

    - Alta Rockefeller Prentice (1942)
    - Michael Sartell Prentice (1944)
- Edith Rockefeller (1872-1932) (m. 1895) Harold Fowler McCormick
  - John Rockefeller McCormick (1896-1901)
  - Editha McCormick (1897-1898)
  - Harold Fowler McCormick, Jr. (1898-1973) (m.1931) Anne « Fifi » Potter (1879-1969)
  - Muriel McCormick (1902-1959) (m.1931) Elisha Dyer Hubbard (1906)
  - Mathilde McCormick (1905-1947) (m.1923) Max Oser (1877-1942)
    - Anita Oser Pauling (mort en 2009 à Paris) Peter Max Oser (mort en 1970 à Geneva)
- John Davison Rockefeller, Jr. (1874-1960) (m. 1901) Abigail Greene « Abby » Aldrich (1874-1948)
  - Abigail Aldrich « Abby » Rockefeller (1903-1976)
    - Abigail Rockefeller « Abby » Milton O'Neill (1928)
    - Marilyn Ellen Milton (1931-1980)
      - Laura Knickerbacker Simpson (1954-2012)
      - Abigail Rockefeller « Abby » Simpson (1958)

  - John Davison Rockefeller III (1906-1978) (m.1932) Blanchette Ferry Hooker
    - John Davison « Jay » Rockefeller IV (né en 1937) (m. 1967) Sharon Percy
      - John Davison « Jamie » Rockefeller V m. Emily Tagliabue
        - Laura Chandler Rockefeller (2000)
        - Sophia Percy Rockefeller (2002)
        - John Davison Rockefeller VI (2007)

      - Valerie Rockefeller m. Steven « Steve » Wayne
        - Percy Abigail Wayne (2005)
        - Lucille Natalia « Lucy » Wayne (2007)

      - Charles Rockefeller
      - Justin Aldrich Rockefeller (1979)

    - Sandra Rockefeller Ferry (1943)
    - Hope Aldrich Rockefeller (1946)
    - Alida Rockefeller Messinger (1949)

  - Nelson Aldrich Rockefeller (1908-1979) (m. 1930) Mary Todhunter Clark (m. 1963) Margaretta Large « Happy » Fitler (1926)
    - Rodman Clark Rockefeller (1932-2000) (m. 1953-1979) Barbara Ann Olsen (m. 1980) Alexandra von Metzler
      - Meile Rockefeller (1955)
      - Peter Rockefeller
      - Stuart Rockefeller
      - Michael Rockefeller

    - Ann Clark Rockefeller Roberts (1934)
    - Steven Clark Rockefeller (1936)
    - Michael C. Rockefeller (1938-1961)
    - Mary Clark Rockefeller (1938)
    - Nelson Aldrich Rockefeller, Jr. (1964)
    - Mark Fitler Rockefeller (1967)

  - Laurance Spelman Rockefeller (1910-2004) (m.1934) Mary French
    - Laura Spelman Rockefeller Chasin (1936)
    - Marion French Rockefeller (1938)
    - Dr. Lucy Rockefeller Waletzky (1941)
    - Laurance Spelman Rockefeller, Jr. (1944) (m. 1982) Wendy Gordon
      - Simone Bess Robbins Gordon (1986)

  - Winthrop Aldrich Rockefeller (1912-1973) (m. 1948, div. 1954) Jievute « Bobo » Paulekiute (1916-2008) (m.1956, div. 1971) Jeannette Edris (1918-1997)
    - Winthrop Paul Rockefeller (1948-2006) (m. 1971, div. 1979) Deborah Cluett Sage (m. 1983) Lisenne Dudderar
      - Andrea Davidson Rockefeller (1972)
      - Katherine Cluett Rockefeller (1974)
      - Winthrop Paul Rockefeller, Jr. (1976)
      - William Gordon Rockefeller
      - Colin Kendrick Rockefeller (1990)
      - John Alexander Camp Rockefeller
      - Louis Henry Rockefeller

  - David Rockefeller (1915-2017) (m. 1940) Margaret McGrath (1915-1996)
    - David Rockefeller, Jr. (1941) (m.) Diana Newell-Rowan (m. 2008) Susan Cohn
      - Ariana Rockefeller (1982)
      - Camilla Rockefeller (1984)

    - Abigail Rockefeller (1943)
    - Neva Rockefeller (1944)
    - Margaret Dulany « Peggy » Rockefeller (1947)
    - Richard Gilder Rockefeller (1949-2014)
      - Michael Moem Rockefeller (b1991)

    - Eileen Rockefeller (1952)

### Descendants de William Avery Rockefeller, Jr.
- Lewis Edward Rockefeller (1865-1866)
- Emma Rockefeller McAlpin (1868-1934)
- William Goodsell Rockefeller (1870-1922)
  - William Avery Rockefeller III (1896-1973)
    - William Rockefeller
    - Frederick Lincoln Rockefeller
    - Elsie Rockefeller

  - Godfrey Stillman Rockefeller (1899-1983)
    - Godfrey A. Rockefeller (v. 1925-2010)
    - Marion Rockefeller
    - Audrey Rockefeller
    - Lucy Ann Rockefeller
    - Anderson Rockefeller
    - Peter Rockefeller
    - Benjamin Rockefeller

  - James Rockefeller (1902-2004)
    - James Stillman Rockefeller, Jr. (1926)
      - Liv Merlin Rockefeller Hessler (1957)
      - Ola Stillman Rockefeller (1959)

    - Nancy Sherlock Carnegie Rockefeller (1927) (m. Barclay McFadden, Jr.)
    - Andrew Carnegie Rockefeller (1929)
    - Georgia Stillman Rockefeller (1933) (m. Harden Rose)
      - James Stillman Rose (1958)
      - Andrew Carnegie Rose (1960)
      - Georgia Rockefeller Rose (1961)

  - John Sterling Rockefeller (1904-1988) (m. 1931) Paula Watjen
    - Christina Rockefeller

  - Almira Geraldine Rockefeller (1907-1997) (m.) MacRoy Jackson (m.) Samuel Weston Scott (m.) Hardie Scott
    - MacRoy Jackson
- John Davison Rockefeller II (1872-1877)
- Percy Avery Rockefeller (1878-1934) m. Isabel Goodrich Stillman
  - Isabel Rockefeller Lincoln (1902-1980) m. Frederic Walker Lincoln IV
  - Avery Rockefeller (1903-1986) m. 1923 Anna Griffith Mark
    - Avery Rockefeller, Jr. (1924-1979)
    - Ann Rockefeller (1926)
    - Joan Rockefeller

  - Winifred Rockefeller Emeny (1904-1951)
  - Faith Rockefeller Model (1909-1960)
    - Robert Model (1942)

  - Gladys Rockefeller Underhill (1910-1988)
- Geraldine Rockefeller Dodge (1882-1973) m. Marcellus Hartley Dodge, Sr.
  - Marcellus Hartley Dodge, Jr. (1908-1930)